# Comisión Permanente de Contraloría de la Asamblea Nacional de Venezuela
Comisión Permanente de Contraloría corresponde a una de las 15 comisiones permanentes de la Asamblea Nacional de Venezuela, en la cual, una serie de Diputados pertenecientes a las diversas fuerzas políticas del Parlamento formulan proyectos de ley de acuerdos a la competencia de la comisión, para luego ser presentados en la sesión plenaria de la Cámara para su aprobación o rechazo de todos los Diputados de la República.
Esta Comisión tiene su antecedente desde el siglo XX, en el Congreso de la República, con el fin de mejorar el funcionamiento del Senado y la Cámara de Diputados, donde ambas cámaras crearon el organismo. Ahora la Comisión fue creada por Reglamento Interno aprobado el 5 de septiembre de 2000, manteniéndose hasta la actualidad.
El Artículo 39 del Reglamento establece que tendrá a su cargo la vigilancia sobre la inversión y utilización de los fondos públicos en todos los sectores y niveles de la Administración Pública, así como sobre la transparencia a que están obligados los entes financieros y públicos con las solas limitaciones que establece la Constitución de la República y la ley. Por lo que su trabajo incide en la fiscalización de la Administración Pública Nacional, Estadal y Municipal por medio de las Contralorías en los diferentes niveles del Poder Público.

## Integrantes para el Periodo Constitucional 2011-2016

### Periodo Legislativo 2011-2012
| Oficialismo PSUV+PCV | Oposición Unidad Democrática |
| --- | --- |
| - Héctor Navarro - Miranda Presidente - Jesús Montilla - Falcón Vicepresidente - Rosa León - Aragua - Nancy Ascencio - Bolívar - Alfredo Rojas - Delta Amacuro - Jhony Bracho - Zulia - Erick Mago - Sucre - Lesbia Castillo Carabobo - Nelson Rodríguez Parra Monagas | - Abelardo Díaz - Táchira - William Dávila - Mérida - Juan García - Monagas - Andrés Velásquez - Bolívar - Richard Arteaga - Estado Anzoátegui - Freddy Marcano - Mérida - Carlos Ramos - Mérida |

### Periodo Legislativo 2012-2013
| Oficialismo PSUV+PCV | Oposición Unidad Democrática | Independiente                    |
| --- | --- | -------------------------------- |
| - Pedro Cerreño - Miranda Presidente - Jesús Montilla - Falcón Vicepresidente - Rosa León - Aragua - Nancy Ascencio - Bolívar - Alfredo Rojas - Delta Amacuro - Jhony Bracho - Zulia - Erick Mago - Sucre - Lesbia Castillo Carabobo | - Abelardo Díaz - Táchira - Deyalitza Aray - Estado Carabobo - Rodolfo Rodríguez - Estado Anzoátegui - Andrés Velásquez - Bolívar - Richard Arteaga - Estado Anzoátegui - Freddy Marcano - Mérida - Carlos Ramos - Mérida | - Nelson Rodríguez Parra Monagas |

### Periodo Legislativo 2013-2014
| Oficialismo PSUV+PCV | Oposición Unidad Democrática |
| --- | --- |
| - Pedro Cerreño - Miranda Presidente - Jesús Montilla - Falcón Vicepresidente - Rosa León - Aragua - Isabel Lameda - Lara - Juan Soto - Miranda - Erick Mago - Sucre - Jhony Bracho - Zulia - Nancy Ascencio - Bolívar - Lesbia Castillo Carabobo | - Jesús Abelardo Díaz - Táchira - Deyalitza Aray - Estado Carabobo - Rodolfo Rodríguez - Estado Anzoátegui - Andrés Velásquez - Bolívar - Richard Arteaga - Estado Anzoátegui - Freddy Marcano - Mérida - Carlos Ramos - Mérida |

### Periodo Legislativo 2016-2017
| MUD | Oficialismo PSUV+PCV |
| --- | -------------------- |
| - Freddy Guevara - Miranda Presidente - Ismael García - Aragua Vicepresidente - Robert Alcalá - Sucre - Richard Arteaga - Anzoategui - Carlos Berrizbeitia - Carabobo - Nora Bracho - Zulia - Eliezer Sirit - Falcón - Milagro Valero - Mérida - Conrado Pérez - Trujillo - Mariela Magallanes - Aragua - Adolfo Superlano - Barinas - Freddy Valera - Bolívar |                      |